# Jerry et le Lion
Pour plus de détails, voir Fiche technique et Distribution.
Jerry et le Lion (Jerry and the Lion) est le 50e court métrage d'animation de la série américaine Tom et Jerry réalisé par William Hanna et Joseph Barbera et sorti le 8 avril 1950.